# Jörg Aumann

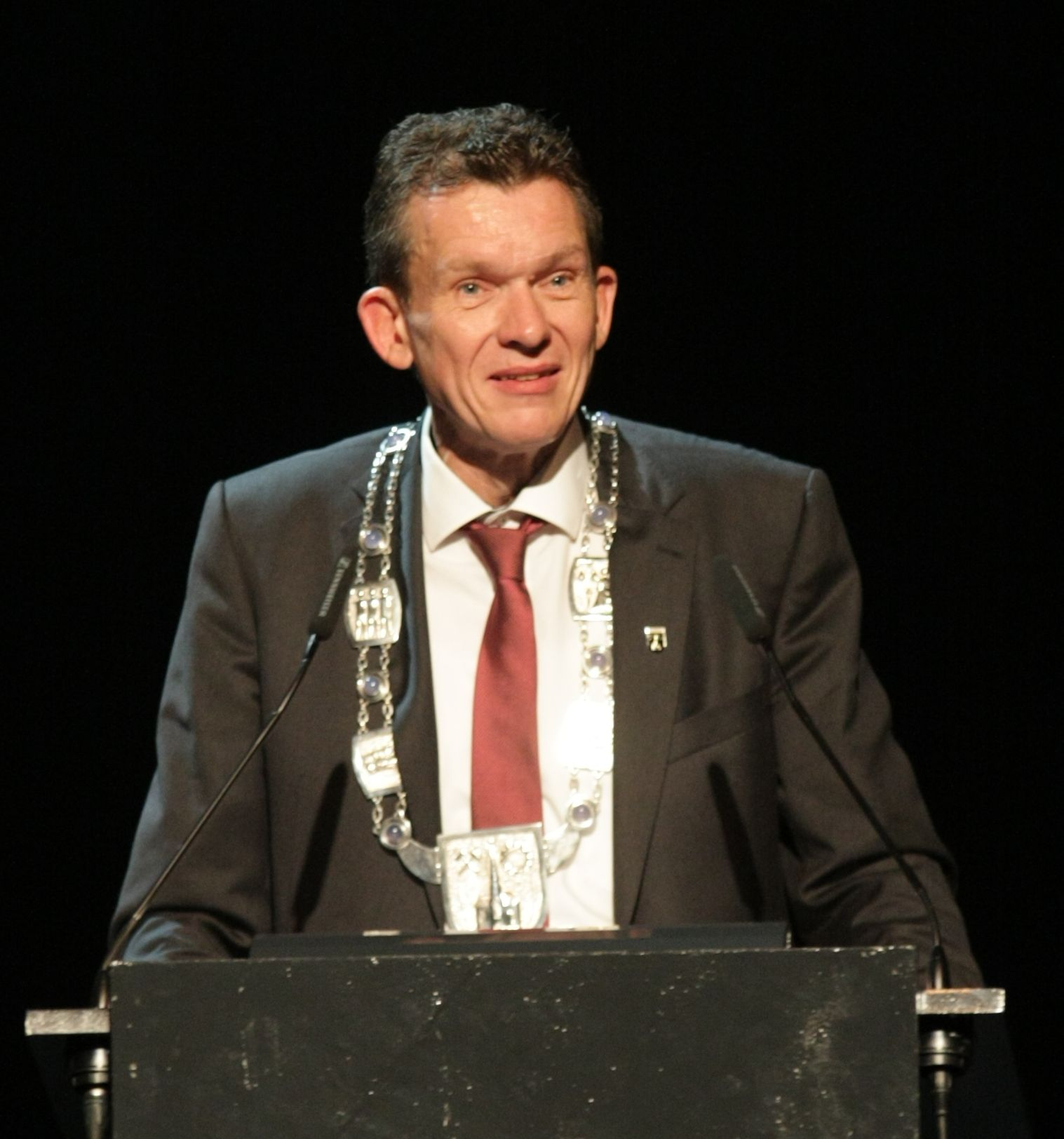
Jörg Aumann bei seiner Antrittsrede als Oberbürgermeister in Neunkirchen (2019)

Jörg Aumann (* 9. Mai 1969 in Saarbrücken) ist ein deutscher Politiker (SPD) und seit 2019 Oberbürgermeister der Kreisstadt Neunkirchen.

## Leben
Jörg Aumann wuchs im Saarwellinger Ortsteil Schwarzenholz auf und besuchte dort die Grundschule. Sein Vater Norbert (1941–2020) war Verwaltungsangestellter, seine Mutter Irma geb. Karl (* 1941) medizinisch-technische Assistentin; er hat keine Geschwister. Seine gymnasiale Ausbildung begann er am Gymnasium Johanneum in Homburg, wo er auch das Internat besuchte, und beendete sie in Saarlouis am Robert-Schuman-Gymnasium, wo er 1988 sein Abitur ablegte.
Von 1988 bis 1989 leistete er seinen 15-monatigen Wehrdienst in Daun ab; unmittelbar danach begann er an der Universität des Saarlandes in Saarbrücken ein Studium der Rechtswissenschaften, das er nach sieben Semestern mit dem ersten juristischen Staatsexamen erfolgreich abschloss. Nach einem zweijährigen Rechtsreferendariat, währenddessen er eine Stage bei einem Rechtsanwalt in Oakland, Kalifornien absolvierte und als „Visiting Scholar“ auch die Stanford University besuchte, legte er 1996 das zweite juristische Staatsexamen ab.
Von 1996 bis 1997 arbeitete er als Rechtsanwalt in einer Saarlouiser Anwaltssozietät. Von 1997 bis 1999 war er Assistent der Geschäftsführung bei der Parkhausgesellschaft Saarbrücken. 1999 wechselte er zur Landeshauptstadt Saarbrücken, wo er bis zum 31. Dezember 2009 Justitiar im städtischen Rechtsamt war.
Vom 1. Januar 2010 bis zum 30. September 2019 war Aumann Bürgermeister (erster hauptamtlicher Beigeordneter) in Neunkirchen, nachdem der Stadtrat ihn am 25. November 2009 in dieses Amt gewählt hatte.
Im November 2018 nominierte die SPD Neunkirchen ihn zu ihrem Kandidaten für die Oberbürgermeisterwahl am 26. Mai 2019. Im ersten Wahlgang war er klarer Sieger, verfehlte die notwendige absolute Mehrheit aber knapp. Am 9. Juni 2019 wurde er in einer Stichwahl gegen Dirk Käsbach (CDU) mit 57,6 Prozent als Nachfolger von Jürgen Fried (SPD) zum Oberbürgermeister gewählt. Er trat sein Amt am 1. Oktober 2019 an.
Neben dem Amt als Oberbürgermeister ist er auch Aufsichtsratsvorsitzender verschiedener stadtbeteiligter Unternehmen, u. a. der KEW Kommunale Energie- und Wasserversorgung AG, der Neunkircher Verkehrs GmbH (NVG) und der Gemeinnützigen Siedlungsgesellschaft (GSG).
Er ist 2019 zum Präsidenten des Saarländischen Städte- und Gemeindetags gewählt worden. Nach der Hälfte der fünfjährigen Amtszeit wechselte er satzungsgemäß mit seinem Stellvertreter,  Ulli Meyer, die Positionen. Beim Deutschen Städtetag ist er Mitglied im Hauptausschuss, im Ausschuss für mittlere Städte und im Kulturausschuss.
Jörg Aumann ist verheiratet und hat drei Kinder.

## Politik
Seit 1990 ist Jörg Aumann Mitglied der SPD. Von 1994 bis 2004 war er Mitglied des Gemeinderates in Saarwellingen als Mitglied der SPD-Fraktion, davon in der zweiten Amtsperiode ab 1999 als stellvertretender Fraktionsvorsitzender.
In der SPD war er von 2000 bis 2004 Ortsvereinsvorsitzender in seinem damaligen Heimatort Schwarzenholz und von 2003 bis 2004 auch Gemeindeverbandsvorsitzender der SPD Saarwellingen.
Die Schwerpunkte seiner politischen Arbeit lagen zunächst besonders auf der Jugendpolitik (so setzte er sich erfolgreich für die Einrichtung eines Hauses der Jugend sowie die Einrichtung eines Jugendbeirates in der Gemeinde Saarwellingen und einen Jugendtreff in Schwarzenholz ein), später waren Familien-, Gewerbeansiedlungs-, Sport- und Umweltpolitik Schwerpunkte.
Von 1995 bis 2010 war er Landesgeschäftsführer der Sozialdemokratischen Gemeinschaft für Kommunalpolitik im Saarland (Saar-SGK).
Seit November 2021 ist er stellvertretender Vorsitzender der Saar SPD.

## Ehrenamtliche Tätigkeiten
Jörg Aumann übernahm im Bereich saarländischer Sportverbände Ehrenämter und engagierte sich neben seiner Verbandsarbeit in seinem lokalen Umfeld. Von 1999 bis 2008 gehörte er dem Vorstand des FV Schwarzenholz an, seit 2000 als dessen Vorsitzender. Von 2006 bis 2008 war er Mitglied im Kreisvorstand Westsaar des Saarländischen Fußballverbandes (SFV) und in dieser Zeit Klassenleiter der Bezirksliga West. Von 2010 bis 2019 gehörte er dem Präsidium des Saarländischen Radfahrer-Bundes (SRB) an, davon seit 2016 als Präsident.

## Ausdauersportler

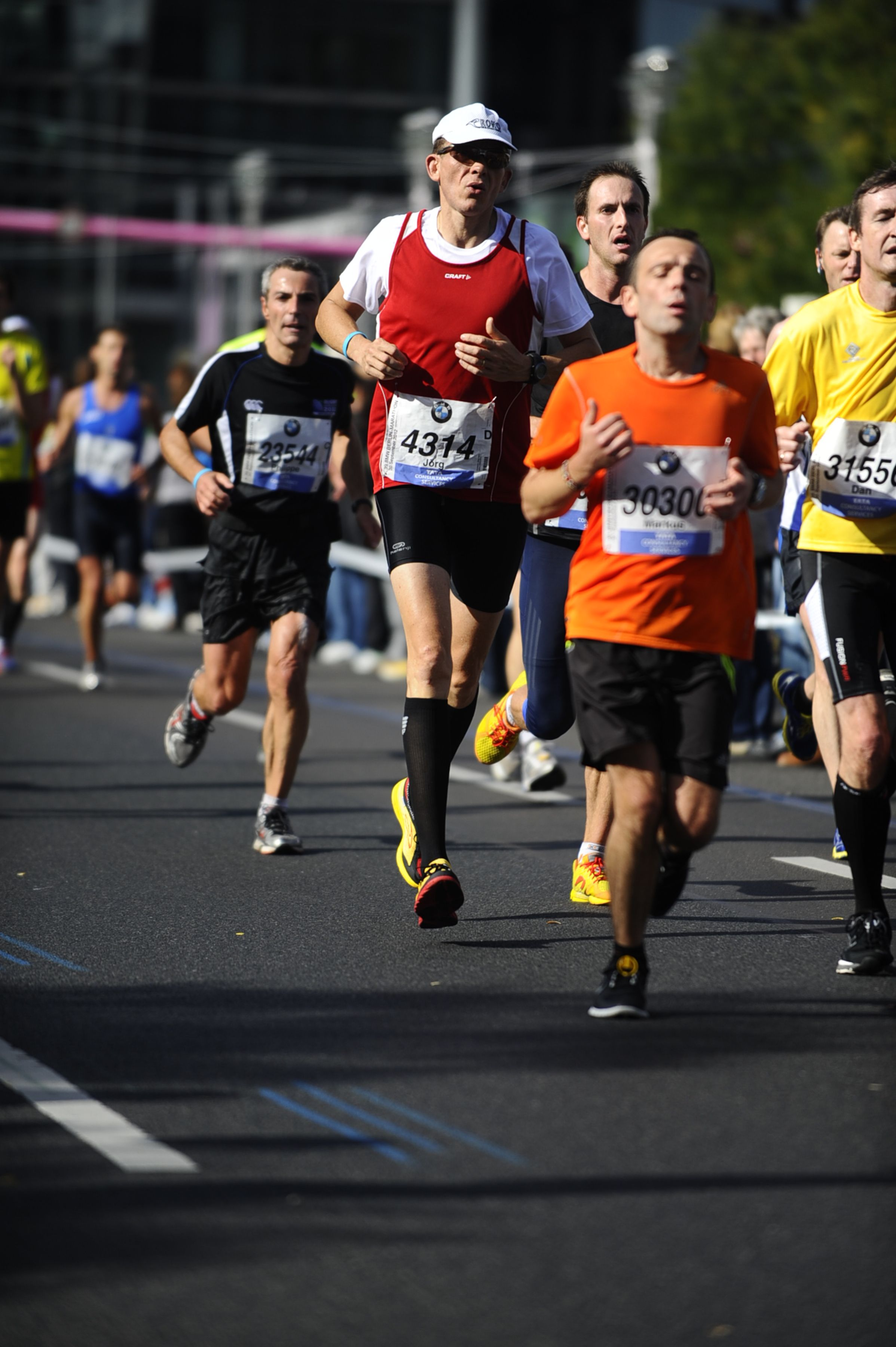
Jörg Aumann (4314) beim Berlin-Marathon am 30. September 2012, ca. km 38

Nach dem aktiven Fußballsport entdeckte Jörg Aumann seine Liebe zum Ausdauersport – zunächst als Berufspendler nach Saarbrücken mit dem Fahrrad, seit 2008 auch als Läufer. So nahm er 2009 in Frankfurt an seinem ersten Marathonlauf teil, den er in 3:29:59 h beendete.
Es folgten Teilnahmen in St. Wendel 2010 (3:09:23 h) und Berlin 2011 (3:03:54 h), ehe ihm 2012 wiederum in Berlin mit 2:56:47 h der erste Marathonlauf unter drei Stunden gelang. Es folgten weitere Läufe der Marathonserie „Abbott World Marathon Majors“ in New York 2013 (2:59:33 h), Boston 2015 (2:59:02 h), Chicago 2016 (2:59:47 h) und Tokio 2018 (3:07:30 h). 2022 in London erreichte er sein Ziel der Komplettierung der „Major Six“, also aller sechs Marathonläufe der Serie, mit einem Lauf in einer Zeit von 3:57:02. Außerdem lief er 2017 in Hamburg gemeinsam mit Christoph Gill, dem einzigen Saarländer außer ihm, dem mindestens vier verschiedene Major-Six-Marathons unter drei Stunden gelangen, den dortigen Marathon (3:15:04 h).
Darüber hinaus lief er zahlreiche Halbmarathons (Bestzeit 1:22:45 h beim Bottwartal-Halbmarathon 2013) und nahm an vielen Zehn-Kilometer-Volksläufen (Bestzeit 37:41 min, Bad Kreuznach 2015) teil.
Als Rennradfahrer ist er Mitglied im Club des Cinglés du Mont Ventoux, dessen Mitglieder, um aufgenommen zu werden, an einem Tag mindestens einmal von allen drei Seiten den Mont Ventoux erklimmen müssen, und hat viele bekannte Anstiege der Tour de France (u. a. Col du Galibier, Alpe d’Huez, Col de l’Iseran, Col de la Madeleine, Col du Tourmalet) mit dem Rennrad befahren. Von 2016 bis 2022 war er mit dem Team der Kreisstadt Neunkirchen bzw. dem Gemeinschaftsteam Kreisstadt/Sparkasse Neunkirchen sechsmal in Folge ununterbrochen saarländischer Betriebssportmeister im Staffeltriathlon.

## Sonstiges
Als Student zeigte Jörg Aumann großes Interesse an der Arbeit mit juristischen Datenbanken und der Rechtsinformatik, u. a. der damals gerade entstehenden Datenbank juris. Als Rechtsreferendar gründete er mit zwei Kommilitonen ein Unternehmen (SaNeT Aumann & Ferdinand GmbH), das im damals noch jungen World Wide Web viele Kunden im Saarland beim Einstieg ins Internet beriet und Projekte mit ihnen durchführte. So gelang es mit Hilfe des Unternehmens der SPD Saar als erster saarländischer Partei, mit einer eigenen Webseite im World Wide Web präsent zu sein. Nach dem zweiten Staatsexamen entschied er sich jedoch für eine berufliche Karriere als Jurist und schied aus dem Unternehmen aus. Nach späteren Umfirmierungen ist die Gesellschaft heute unter dem Namen one4vision immer noch am Markt präsent.
Von 1999 bis 2019 hielt Jörg Aumann als Dozent der Stiftung Demokratie Saarland Eintagesseminare für angehende Kommunalpolitiker ab, in denen er Systematik und praktische Anwendung des saarländischen Kommunalrechts vermittelte.
Im Juli 2024 geriet Aumann in die Schlagzeilen, als er aufgrund eines Zustandes der akuten Unterzuckerung auf einem Parkplatz des Neunkirchen Saarpark-Centers ein Auto rammte und sich der Sicherstellung durch die Polizei widersetzte. Noch vor Bekanntwerden des Vorfalls entschuldigte sich Aumann mit einem Facebook-Posting und machte seine Diabeteserkrankung öffentlich. Die Staatsanwaltschaft Saarbrücken leitete gegen Aumann ein Ermittlungsverfahren ein.